# STS-4
STS-4 (englisch Space Transportation System) war eine Raumfahrtmission des US-amerikanischen Space Shuttles Columbia (OV-102) der NASA. Der Start erfolgte am 27. Juni 1982. Es war die vierte Space-Shuttle-Mission und der vierte Flug der Raumfähre Columbia.

## Mannschaft
- Thomas Mattingly (2. Raumflug), Kommandant
- Henry Hartsfield (1. Raumflug), Pilot

## Missionsüberblick
STS-4 war der letzte Testflug des Space-Shuttle-Programms. Die bei der letzten Mission begonnenen Tests zur thermalen Belastung der Raumfähre wurden fortgeführt. Außerdem wurde zum zweiten Mal mit dem Roboterarm des Orbiters ein Gerät ergriffen und aus dem Frachtraum gehoben: Das kistenförmige IECM-Experiment (Induced Environment Contamination Monitor) flog bereits bei STS-3 mit, kam jedoch nicht zum Einsatz.
Neben einer geheimen Ladung für das US-Verteidigungsministerium war der erste aktive GAS-Behälter (GetAway Special) an Bord, der neun Experimente enthielt. Die Astronauten führten zudem medizinische Experimente an sich durch und trainierten das Anziehen der Raumanzüge für Außenbordeinsätze in zukünftigen Shuttle-Missionen.

## Missionsverlauf
Der Start von STS-4 am 27. Juni 1982 um 15:00 UTC war der erste, der innerhalb des Shuttle-Programms zum genau festgelegten Zeitpunkt erfolgte. Zwar hob STS-3 auch an dem Tag ab, den die NASA zuvor genannt hatte, jedoch mit einer Stunde Verspätung.

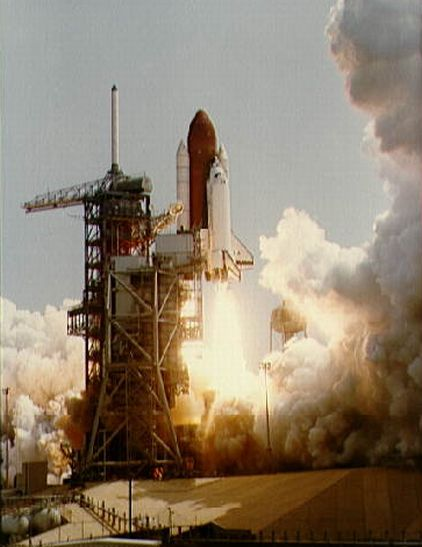
Die Columbia hebt zu ihrem vierten Flug ab

STS-4 war der erste Shuttle-Flug, bei dem die beiden Feststoffraketen nicht geborgen werden konnten. Die zwei sogenannten Solid Rocket Booster (SRBs) waren zwei Minuten nach dem Start ausgebrannt und wurden abgeworfen. Sie gingen an Fallschirmen im Atlantik nieder, wo sie planmäßig von Bergungsschiffen zurück zum Kennedy Space Center geschleppt werden. Bei diesem Flug schlugen die SRBs mit einer höheren Geschwindigkeit auf dem Wasser auf und sanken, bevor die Bergungsteams sie erreichen konnten. Der Grund war entweder, dass sich die Hauptfallschirme während des Sinkflugs nicht richtig geöffnet hatten oder der Zündmechanismus zum Auslösen der Sprengbolzen zur Abtrennung der SRB-Fallschirme von den Raketenhülsen zu früh ausgelöst wurde. (Damals waren die SRBs so konstruiert, dass die Fallschirme beim Wasseraufschlag abgesprengt wurden, um die Bergung zu erleichtern.)
Bei diesem letzten Erprobungsflug des Space Shuttles standen die abschließenden Tests der Raumfährensysteme auf dem Programm. Vor allem wurden das Verhalten bei thermischen Belastungen, das Lageregelungssystem und der Roboterarm getestet.
Während der umfangreichen Thermaltests wurde die Columbia während der Mission immer wieder anders auf die Sonne ausgerichtet. Zunächst zeigte die Unterseite für anderthalb Tage in Richtung Sonne. Anschließend sollte die Mannschaft feststellen, ob die Nutzlastbuchttüren einwandfrei arbeiteten. Offensichtlich hatte das einseitige Aufwärmen zu Dehnungen der Struktur geführt, denn die Tore ließen sich zunächst nicht problemlos schließen. Beim nächsten Versuch konnten die zwei Tore am fünften Flugtag (1. Juli) verriegelt werden, nachdem sich die Columbia zehn Stunden wie ein Grillspieß um die Längsachse gedreht hatte. Ein weiterer Test bestand darin, das Heck des Orbiters für insgesamt zweieinhalb Tage zur Sonne zeigen zu lassen.
Einen Großteil der Nutzlastbucht nahm, neben der DFI-Palette (Development Flight Instrumentation) zur Messung des Orbiterzustands, die erste militärische Versuchsanordnung ein, die eine US-Raumfähre ins All beförderte. Die als geheim eingestufte Apparatur mit der Bezeichnung „DOD 82-1“ befand sich im Auftrag des US-Verteidigungsministeriums an Bord. Die Nutzlast des Pentagons, die während des Fluges im Frachtraum der Columbia verankert blieb, bestand aus einem Infrarotteleskop, einem UV-Sensor und einem Sextanten.
Mit der CFES-Elektrophoreseapparatur nahm der Shuttle erstmals eine bezahlte Fracht ins All. Das Continuous Flow Electrophoresis System war im Auftrag von McDonnell Douglas an Bord. Mit CFES sollten künftig medizinische Proben von bislang nicht gekannter Reinheit hergestellt werden können. Das 1,8 Meter hohe Gerät war im Mitteldeck untergebracht und arbeitete für sieben Stunden. Mit Elektrophorese werden biologische Materialien wie menschliche Zellen in einer Flüssigkeit getrennt, indem ein elektrisches Feld angelegt wird – während dieser „Generalprobe“ wurde die Einsatzfähigkeit mit sechs Eiweißproben getestet. Da jede Zelle anders auf das Feld reagiert, trennen sich die Teilchen unterschiedlich. Auf der Erde führen vor allem Konvektion und Sedimentation zu Verunreinigungen.
Auf diesem Flug wurde auch der erste aktive GAS-Behälter (GetAway Special) mit dem Shuttle befördert. Unmittelbar nachdem das GAS-Programm 1976 ins Leben gerufen wurde, mietete Gilbert Moore, einer der Manager bei der US-Firma Thiokol, für 10.000 US-Dollar einen Behälter. Diesen stiftete er der Utah State University, die sich entschied, in dem 90 mal 60 Zentimeter großen Zylinder gleich neun Experimente von Studenten durchzuführen. Erforscht wurden etwa das Wurzelwachstum von Entengrütze, das Aushärten von Verbundwerkstoffen, die Oberflächenspannung von Lötzinn oder das Wachstum von Salinenkrebsen.
Zunächst konnte der GAS-Behälter, der sich an der Steuerbordseite der Nutzlastbucht befand, nicht aktiviert werden. Der Schalter im Cockpit funktionierte nicht. Nach Rücksprache mit dem Kontrollzentrum schraubten Kommandant Mattingly und Pilot Hartsfield das Paneel auseinander. Die Überprüfung förderte eine falsche Verdrahtung zutage. Nach der Reparatur konnten die Experimente am 29. Juni eingeschaltet werden. Aufgrund des Verkabelungsproblems konnte der GAS-Kanister allerdings nicht ordnungsgemäß abgeschaltet werden und lief bis zur Landung.

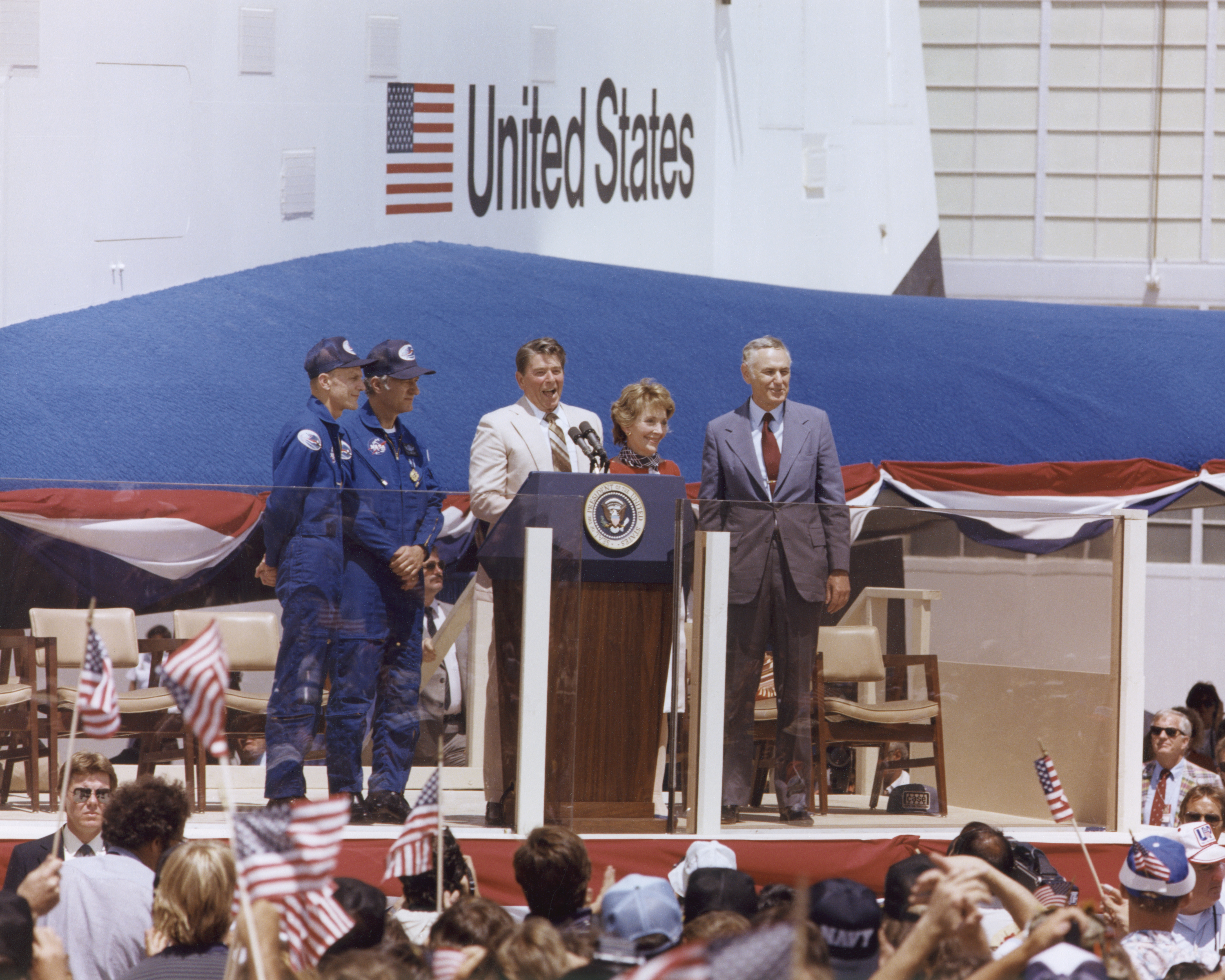
US-Präsident Ronald Reagan und die beiden Astronauten der STS-4

Am 29. Juni wurde der Roboterarm der Columbia aktiviert und der Umgang mit ihm erprobt. Dann wurde der IECM-Kanister (Induced Environment Contamination Monitor) angehoben und aus dem Frachtraum gehalten. Zwei Tage lang sammelten die elf Instrumente an Bord Daten über Spurengase, Feuchtigkeit und andere Faktoren, die Auskunft über die Umgebung des Shuttles geben können. Das IECM (Masse 370 Kilogramm) arbeitete nicht nur außerhalb der Nutzlastbucht, sondern auch vor und nach dem Aussetzen.
Nach einer Woche endete die Mission am 4. Juli, dem Tag, an dem die USA ihre Unabhängigkeit begehen. Neben der Landung an einem Feiertag ging die Columbia erstmals auf einer Betonpiste nieder. US-Präsident Ronald Reagan erwartete die Ankunft der Columbia auf der Edwards Air Force Base in Kalifornien und erklärte anschließend, das Shuttle habe seine Testphase beendet.